# (4523) MIT
(4523) MIT es un asteroide perteneciente al cinturón de asteroides, descubierto el 28 de febrero de 1981 por Schelte John Bus desde el Observatorio de Siding Spring, Nueva Gales del Sur, Australia.

## Designación y nombre
Designado provisionalmente como 1981 DM1. Fue nombrado MIT en homenaje al Instituto de Tecnología de Massachusetts fundado en 1861.

## Características orbitales
MIT está situado a una distancia media del Sol de 2,682 ua, pudiendo alejarse hasta 3,059 ua y acercarse hasta 2,305 ua. Su excentricidad es 0,140 y la inclinación orbital 11,07 grados. Emplea 1604 días en completar una órbita alrededor del Sol.

## Características físicas
La magnitud absoluta de MIT es 12,9. Tiene 16,366 km de diámetro y su albedo se estima en 0,05. Está asignado al tipo espectral Ch según la clasificación SMASSII.